# Jolanda Langeland
Jolanda Langeland (Bedum, 22 maart 1981) is een Nederlands marathonschaatsster en langebaanschaatsster. Langeland schaatste jarenlang op het hoogste niveau van het marathonschaatsen en heeft daarin veel podiumplaatsen behaald. In 2008 kwam zij solo als tweede over de finish tijdens de Alternatieve Elfstedentocht op de Weissensee met het peloton op ruime achterstand waarin zij alleen Marleen Elstgeest voor zich moest dulden. In 2012 won Langeland de Hollands Venetiëtocht waarin zij na een eindsprint de snelste was. In 2015 stopte ze met marathonschaatsen op het hoogste niveau. In januari 2023 deed ze mee aan de NK Masters en werd kampioen. Hierna keerde ze terug in het beloftenpeloton.

## Biografie
Jolanda Langeland is geboren in Bedum en is de helft van een tweeling. Haar vader Willy Langeland was eveneens een verdienstelijk marathonschaatser en een belangrijke trainingspartner voor Langeland. Sinds 2012 schrijft Jolanda maandelijks een column voor schaatsen.nl.
In het seizoen 2005/2006 reed Langeland als kopvrouw in de ploeg van Alida Pasveer bij de Enkhuizer Almanak samen met Hilde van Slochteren, Karin Maarse, Marijke Kulik en Antoinette Voskuil.
In april 2009 werd Langeland door de tuchtcommissie van de KNSB voor twee wedstrijden geschorst omdat zij een startverbod negeerde voor de Aart Koopmans Memorial.
Aan het einde van het schaatsseizoen 2009 werd Langeland geselecteerd voor het Europese kampioenschappen inline-skaten in het Belgische Oostende.
Vanaf 2012/2013 rijdt Langeland voor Team Okkinga samen met Carien Kleibeuker en Foske Tamar van der Wal.
In het seizoen 2013/2014 komt Langeland vanwege een zwangerschap niet in actie.
In het seizoen 2014/2015 keert Jolanda terug in het peloton en vormt samen met Corina Strikwerde, Ria Westenbroek en Harriëtte Knol team Uwgereedschap.nl.
Op 4 januari 2015 kondigde Langeland aan te zullen stoppen met marathonschaatsen. Hierna trainde ze af in de C-divisie en behaalde ze nog verschillende podiumplekken in gewestelijke kampioenschappen.
In januari 2023 reed Langeland mee bij de Nederlandse kampioenschappen Masters. De zes 40+ dames reden mee bij de 60+ heren. Langeland kon als enige de mannen volgen, won de pelotonsprint en werd daarmee vierde in het veld en Nederlands kampioene. In het daaropvolgende seizoen keerde ze terug met beennummer 43 bij de beloften. Bij de NK Masters 2024 was ze opnieuw de enige dame die de mannen kon volgen. Dit keer was ze mee in de kopgroep van vijf, die halverwege het peloton dubbelde. In de eindsprint werd ze nipt tweede, en kampioene.

## Persoonlijk
Langeland heeft gestudeerd aan de Hanzehogeschool Groningen en werkt als directie-assistent. Zij woont in Bedum en heeft een relatie met Nick Bronsema. Op 8 maart 2014 beviel Langeland van dochter Lennie.

## Resultaten
1999 Groninger Langebaan selectie
- NK marathon junioren A

2000: Groninger Langebaan selectie gecombineerd met marathon
- 6e Unox-Cup Groningen
- 7e Den Haag

2003: Nicolai Lourens & Tabak
- openingswedstrijd Alkmaar
- Oudehaske (natuurijs)
- 5e NK kunstijs
- Open Oostenrijks Kampioenschap.
- Jongerenklassement Essent Cup

2004: Nicolai Lourens & Tabak
- Den Haag (Greenery)
- eindklassement Greenery 3-daagse
- 7e NK kunstijs
- 6e ONK natuurijs
- sprintklassement Essent Cup
- 4e eindklassement Essent Cup

2005: Nicolai Lourens & Tabak
- 4e ONK4e NK kunstijs
- 9 podiumplaatsen
- eindklassement Essent Cup
- sprintklassement Essent Cup

2006: Enkhuizer Almanak
- Amsterdam (openings wedstrijd Essent Cup)
- Heerenveen (2e dag Greenery)
- eindklassement Greenery
- ONK natuurijs
- 5e Alternatieve Elfstedentocht Weissensee
- eindklassement Essent Cup
- sprintklassement Essent Cup

2007: BTN de Haas / Landjuweel
- Assen
- Groningen
- 5e ONK natuurijs
- ploegenklassement

2008: Steenbergen Fietsen
- Aart Koopmans Memorial (Weissensee)
- Alternatieve Elfstedentocht (Weissensee)
- 4e 2e wedstrijd World Grand Prix (Zweden)
- 5e klassement World Grand Prix

2009: Steenbergen Fietsen
- Gewestelijk Kampioenschap
- Essent Cup Assen
- 4e Ankeveen
- Aart Koopmans Memorial (Weissensee)
- 6e Alternatieve Elfstedentocht (Weissensee)
- 5e Open Nederlands Kampioenschap (Weissensee)

2010: MKBasics.nl
- 5e Nederlands Kampioenschap natuurijs (Zuidlaren)
- Ronde van Loosdrecht (klassieker)
- Marathon Cup (Biddinghuizen)
- Marathon Cup (Biddinghuizen)
- 4e Aart Koopmans Memorial (Weissensee)
- Criterium (Weissensee)
- 4e Algemeen Klassement Grand Prix (Weissensee, Biddinghuizen, Zweden)
- Sprint Klassement KNSB 3-daagse

2011: Team Ripca - Aavas
- Algemeen klassement Natuurijs 4-daagse
- Gramsbergen (4-daagse)
- Veenoord en Haaksbergen (4-daagse)
- KPN Marathon-Cup Amsterdam (2x)
- KPN Marathon-Cup Den Haag
- KPN Marathon-Cup Heerenveen
- Alternatieve Elfstedentocht (Weissensee)
- Criterium (Weissensee)

2012: Team Telstar Megastores
- Hollands Venetiëtocht (klassieker)
- Algemeen Klassement Natuurijs Klassiekers
- Ronde van Skarsterlân (klassieker)
- Gewestelijk Kampioenschap op zowel kunst- als natuurijs
- Mass-start Thialf
- 4e Aart Koopmans Memorial (Weissensee)
- 5e Nederlands Kampioenschap kunstijs (Thialf)

2013: Team Okkinga Communicatie
- Ronde van Skasterlân
- Marathon Baflo
- 4e Marathon Gramsbergen
- KPN Marathon 14 Eindhoven
- KPN Marathon 13 Alkmaar
- 5e KPN Marathon Cup 12 Enschede
- 7e KPN Marathon Cup 10 Breda
- 6e KPN Marathon Cup 9 Groningen
- 8e KPN Marathon Cup 8 Assen
- 4e Kwintus Nova Trophy Dronten
- 6e KPN Marathon Cup 6 Haarlem

2015: Team Uwgereedschap.nl
- Heideman Bokaal Dronten
- Gewestelijk Kampioenschap

## Persoonlijke records
| Afstand    | Tijd    | Datum            | Baan       |
| ---------- | ------- | ---------------- | ---------- |
| 500 meter  | 43,08   | 19 maart 2005    | Groningen  |
| 1000 meter | 1.26,93 | 25 november 2001 | Heerenveen |
| 1500 meter | 2.12,09 | 19 maart 2005    | Groningen  |
| 3000 meter | 4.34,74 | 23 november 2003 | Heerenveen |
| 5000 meter | 7.47,43 | 4 maart 2006     | Heerenveen |

## Trivia
- Tijdens wedstrijden draagt Langeland altijd twee verschillende handschoenen, aan elke hand een andere kleur.